# Ligament arqué médian
Le ligament arqué médian est un ligament du diaphragme.

## Structure
Le ligament arqué médian forme une arcade tendineuse entre les tendons des piliers droit et gauche du diaphragme. Il forme la limite antérieure du hiatus aortique au niveau de la douzième vertèbre thoracique.

## Anatomie fonctionnelle
Le ligament arqué médian rigidifie le hiatus aortique pour éviter la compression de l'aorte pendant les mouvements respiratoires.

## Aspect clinique
Le syndrome de compression du tronc cœliaque ou syndrome du ligament arqué médian de Dunbar est une maladie rare due à une compression de l'artère cœliaque et des ganglions cœliaques par le ligament arqué médian caractérisé par des douleurs abdominales, une perte de poids et un souffle épigastrique.